# Taxeotis collineata
Taxeotis collineata är en fjärilsart som beskrevs av W. Warren 1899. Taxeotis collineata ingår i släktet Taxeotis och familjen mätare. Inga underarter finns listade i Catalogue of Life.